# Thoralf Hagen
Thoralf Hagen (født 22. september 1887, død 7. januar 1979) var en norsk roer og dobbelt olympisk medaljevinder, der stammede fra Oslo.
Hagen vandt to medaljer som styrmand i norske både ved OL 1920 i Antwerpen. Han vandt bronze i firer med styrmand sammen med Per Gulbrandsen, Theodor Klem, Henry Ludvig Larsen og Birger Var. Båden indledte med at vinde sit indledende heat, men i finalen kunne de sammen med amerikanerne ikke følge med den schweiziske båd, der vandt guld. De to øvrige både kom ind i samme tid, men amerikanerne fik sølvmedaljen. Han vandt desuden bronze som del af nordmændenes otter, der desuden bestod af Conrad Olsen, Håkon Ellingsen, Thore Michelsen, Karl Nag, Theodor Nag, Adolf Nilsen, Arne Mortensen og Tollef Tollefsen. Nordmændene vandt først deres indledende heat mod Tjekkoslovakiet med over ti sekunder, men tabte derpå semifinalen til Storbritannien næsten lige så klart. De fik efterfølgende bronze, da de havde en bedre tid end Frankrig, der tabte den anden semifinale.

## OL-medaljer
- 1920:  Bronze i otter
- 1920:  Bronze i firer med styrmand